# Winoroślowate

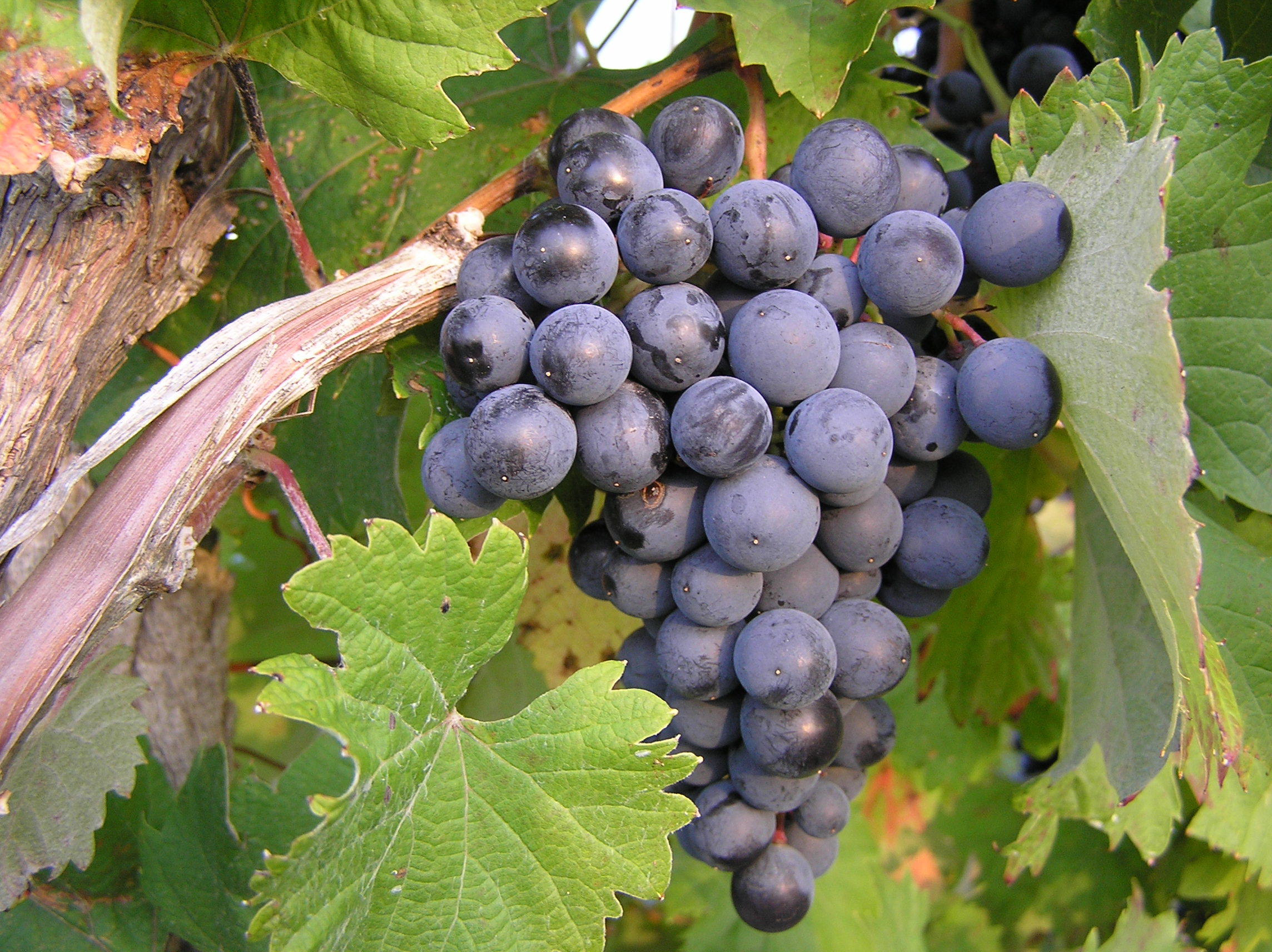
Owoce odmiany uprawnej winorośli właściwej

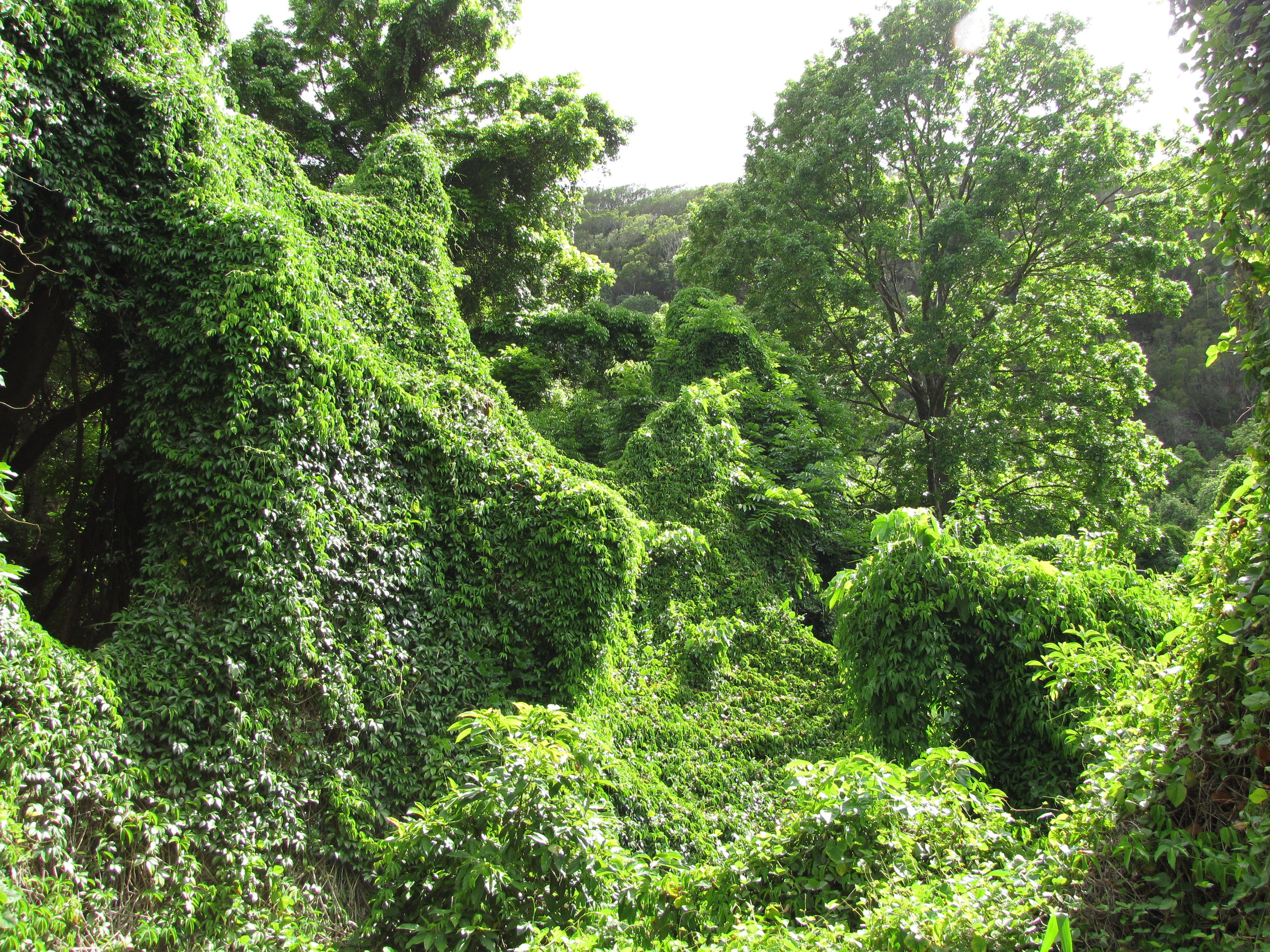
Tetrastigma pubinerve

Winoroślowate (Vitaceae Juss.) – rodzina roślin należąca do rzędu winoroślowców. Obejmuje 16–17 rodzajów z ok. 955 gatunkami łączonymi w dwie podrodziny. Rośliny te są obecne na wszystkich kontynentach z wyjątkiem Antarktydy, nie występują naturalnie w północnej części Ameryki Północnej, Europy i Azji oraz na rozległych obszarach pustynnych. Najwięcej przedstawicieli rośnie w strefie międzyzwrotnikowej.
Duże znaczenie użytkowe ma winorośl właściwa Vitis vinifera, której owoce – winogrona spożywane są surowe, suszone jako rodzynki, służą do wyrobu win, soków, galaretek, dżemów, kwasu winowego i octu winnego. Z nasion tłoczony jest olej. Jadalne są także owoce innych gatunków winorośli, wykorzystywane także do tworzenia odmian uprawnych w wyniku krzyżowania z winoroślą właściwą. Spożywane są także owoce innych rodzajów, zwłaszcza Ampelocissus i Cayratia oraz liście niektórych gatunków cissusów. Cayratia geniculata jest rośliną włóknistą. Liczne rośliny z różnych rodzajów uprawiane są jako ozdobne. Niektóre gatunki (Ampelopsis japonica, Cissus quadrangularis, Tetrastigma hemsleyanum) są cenionymi roślinami leczniczymi.

## Morfologia

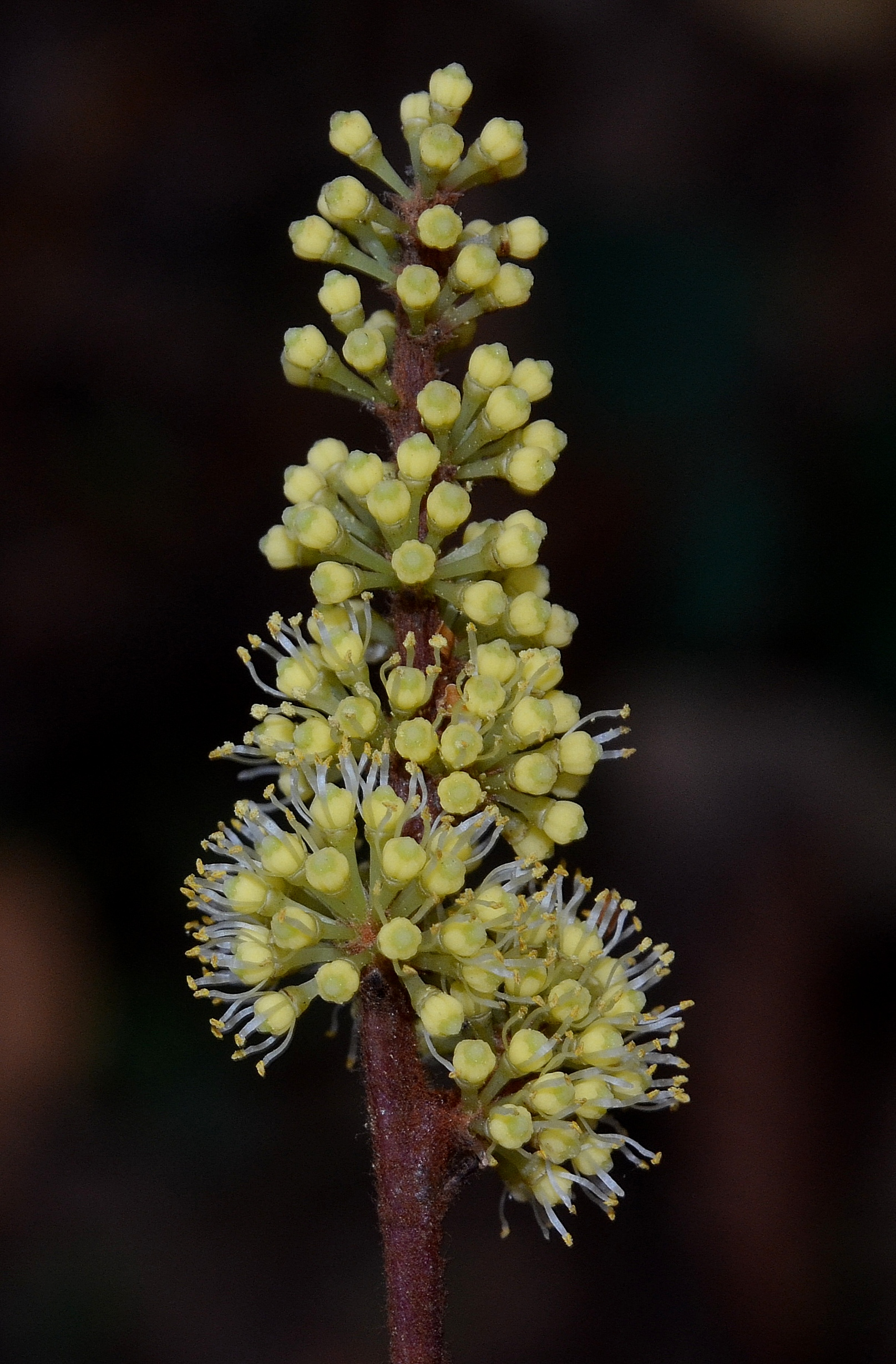
Kwiatostan Ampelocissus indica

PokrójPnącza, w tym drewniejące (liany), krzewy i niewielkie drzewa. Pędy nierzadko zgrubiałe w węzłach. Wspinają się zazwyczaj za pomocą wąsów czepnych rozmaicie zbudowanych – pojedynczych, rozwidlonych i rozgałęziających się, czasem zakończonych przylgą, wyrastających naprzeciw liści.
LiścieSkrętoległe, dwurzędowe, zwykle z parą odpadających przylistków, ogonkowe, pojedyncze, klapowane lub nie, dłoniasto złożone (czasem trójlistkowe), do pierzasto złożonych pojedynczo, podwójnie lub potrójnie. Często z gruczołkami na krawędzi blaszki, w różnym stopniu ząbkowanej.
KwiatyJednopłciowe lub obupłciowe, promieniste, drobne. Zebrane w rozmaite kwiatostany wierzchotkowe, wiechy, rzadko kłosy, wyrastające zwykle naprzeciw liści, rzadziej w ich kącie (Cayratia, Tetrastigma). Działki kielicha zrośnięte, w liczbie 4 lub 5, rzadziej 7, u Leea z ogruczolonymi ząbkami. Płatków jest 4 lub 5 (u Rhoicissus 7), w różnym stopniu zrośnięte, choć zwykle tylko u nasady. Pręcików jest tyle ile płatków i wyrastają naprzeciw nich. Ich nitki dochodzą do nasady pylników pękających podłużnymi szczelinami. U nasady pręcików znajduje się różnie zbudowany dysk miodnikowy. Zalążnia jest górna, powstaje zwykle z dwóch lub trzech owocolistków, w każdej z komór rozwijają się dwa zalążki. Szyjka słupka jest krótka lub długa, zwieńczona jest główkowatym, dyskowatym lub (rzadko, tylko u Tetrastigma) czterołatkowym znamieniem.
OwoceJagody jedno- do czteronasiennych, soczyste lub dość suche.

## Systematyka
Pozycja i podział rodziny według Angiosperm Phylogeny Website (aktualizowany system APG IV z 2016)
Rodzina w ujęciu APweb jest jedynym rodzajem w obrębie monotypowego rzędu winoroślowców Vitales. Dzielona jest na dwie podrodziny, podnoszone w niektórych systemach (np. Reveala z lat 1994-1999 i Takhtajana z roku 1997) do rangi rodziny (Reveal w propozycji klasyfikacji okrytonasiennych z 2007 tak jak APweb łączy obie grupy w obrębie jednej rodziny).
Podział i relacje filogenetyczne w obrębie rodziny
|  | Cisseae    |
|  |            |
|  | Cayratieae |
|  |            |

|  | Parthenocisseae |
|  |                 |
|  | Viteae          |
|  |                 |

|  | Cisseae    |
|  |            |
|  | Cayratieae |
|  |            |

|  | Parthenocisseae |
|  |                 |
|  | Viteae          |
|  |                 |

|  | Cisseae    |
|  |            |
|  | Cayratieae |
|  |            |

|  | Parthenocisseae |
|  |                 |
|  | Viteae          |
|  |                 |

|  | Cisseae    |
|  |            |
|  | Cayratieae |
|  |            |

|  | Parthenocisseae |
|  |                 |
|  | Viteae          |
|  |                 |

|  | Cisseae    |
|  |            |
|  | Cayratieae |
|  |            |

|  | Parthenocisseae |
|  |                 |
|  | Viteae          |
|  |                 |

|  | Cisseae    |
|  |            |
|  | Cayratieae |
|  |            |

|  | Parthenocisseae |
|  |                 |
|  | Viteae          |
|  |                 |

|  | Cisseae    |
|  |            |
|  | Cayratieae |
|  |            |

|  | Parthenocisseae |
|  |                 |
|  | Viteae          |
|  |                 |

|  | Cisseae    |
|  |            |
|  | Cayratieae |
|  |            |

|  | Parthenocisseae |
|  |                 |
|  | Viteae          |
|  |                 |

Podrodzina Leeoideae Burmeister (syn. Leeaceae Dumortier) 
- Leea L. – nałużyn

Podrodzina Viticoideae Eaton:
plemię Ampelopsideae
- Ampelopsis Michx. – winnik
- Clematicissus Planch.
- Nekemias Rafinesque
- Rhoicissus Planch. – rojcissus

plemię Cayratieae
- Acareosperma Gagnep.
- Causonis Rafinesque
- Cayratia Juss.
- Cyphostemma (Planch.) Alston
- Tetrastigma (Miq.) Planch. – tetrastigma

plemię Cisseae
- Cissus L. – cissus

plemię Parthenocisseae
- Parthenocissus Planch. – winobluszcz
- Yua C. L. Li

plemię Viteae
- Ampelocissus Planch.
- Vitis L. – winorośl

Pozycja w systemie Reveala (1994-1999)
Gromada okrytonasienne (Magnoliophyta Cronquist), podgromada Magnoliophytina Frohne & U. Jensen ex Reveal, klasa Rosopsida Batsch, podklasa różowe (Rosidae Takht.), nadrząd Vitanae Takht. ex Reveal, rząd winoroślowce (Vitales Reveal), rodzina winoroślowate Vitaceae Juss.. W ujęciu z lat 1994-1999 Reveal oddzielał rodzaj Leea w odrębną rodzinę Leeaceae.